# Coast Guard Island

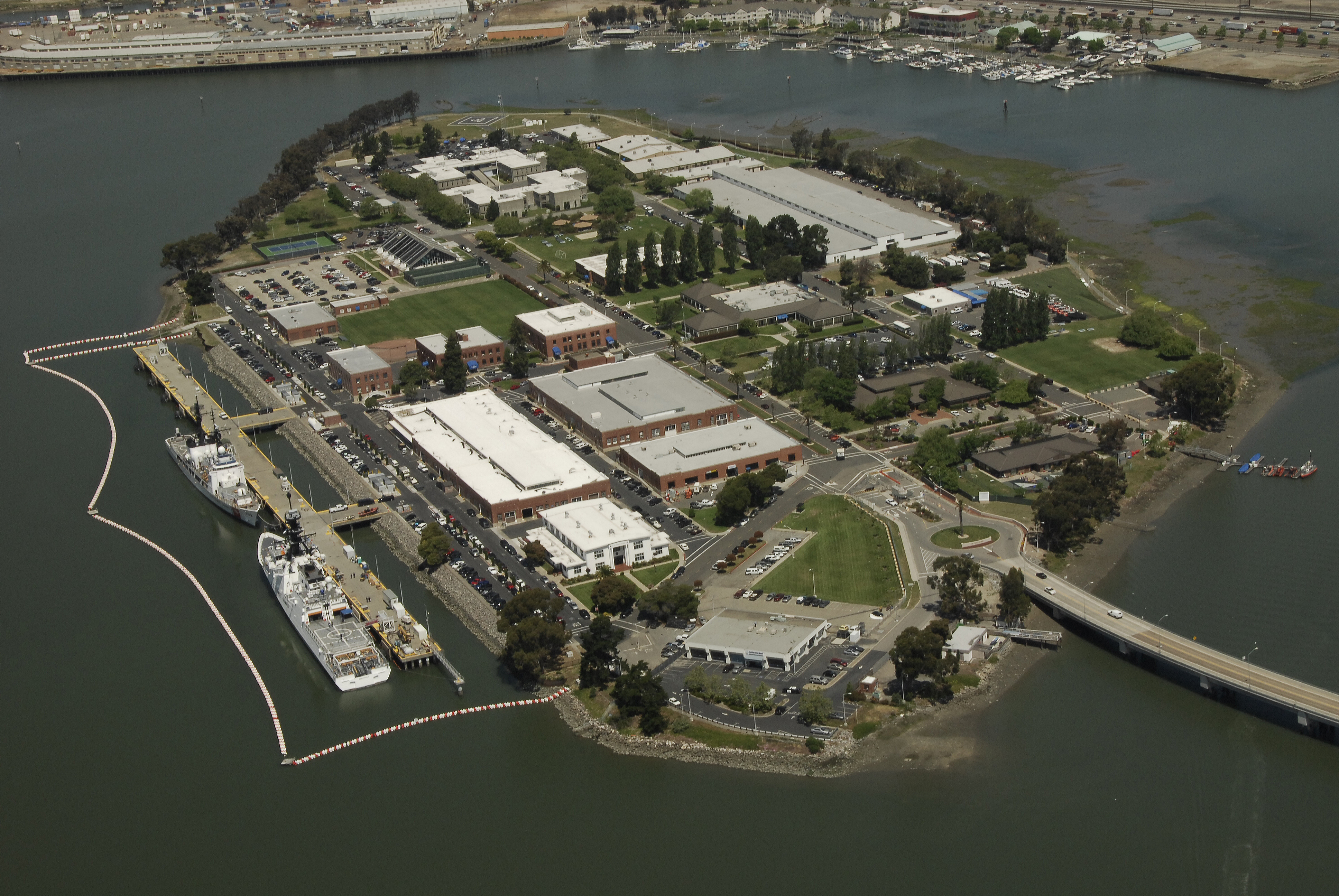
Coast Guard Island en mai 2009

Coast Guard Island est une île de la baie de San Francisco. 

## Description
D'une superficie de 27 ha, elle est située entre Oakland et Alameda. Elle est reliée par un pont à la ville d'Oakland.
C'était la base de plusieurs services des garde-côtes américains. 

## Histoire
L'île s'appelait à l'origine « Government Island ». C'est une île artificielle créée en 1913 ; les garde-côtes sont arrivés en 1926.
Entre 1942 et 1982, l'île a été le centre de recrutement et d'entraînement de nombreux garde-côtes. Le centre d'entrainement a été fermé en 1982, et le recrutement a été transféré dans le New Jersey.
Depuis 2012, elle héberge la « Base Alameda », qui assure un soutien logistique aux garde-côtes de la côte Pacifique des États-Unis.